# الدیلنگوا دو ماریا
الدیلنگوا دو ماریا (به اسپانیایی: Aldealengua de Santa María) یک شهرستان در اسپانیا است که در سگبیا واقع شده‌است.